# Скотобойня

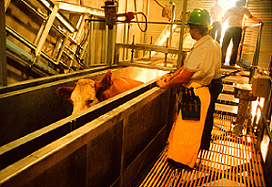
Рабочие и корова на скотобойне

Скотобо́йня, бо́енское предприя́тие, убо́йный пункт — помещение либо сооружение, служащее для убоя и первичной переработки животных. В больших объёмах на специализированных по видам животных скотобойнях забивают крупный и мелкий рогатый скот, свиней, лошадей, а также кроликов, кур, индюшек и уток и других.
Забой животных в промышленных масштабах требует решения транспортных, ветеринарно-санитарных, экологических, а также и морально-этических проблем. Кроме того, в некоторых религиях существуют определённые требования к процессу убоя животных («кошер» в иудаизме, «халяль» в исламе).

## История

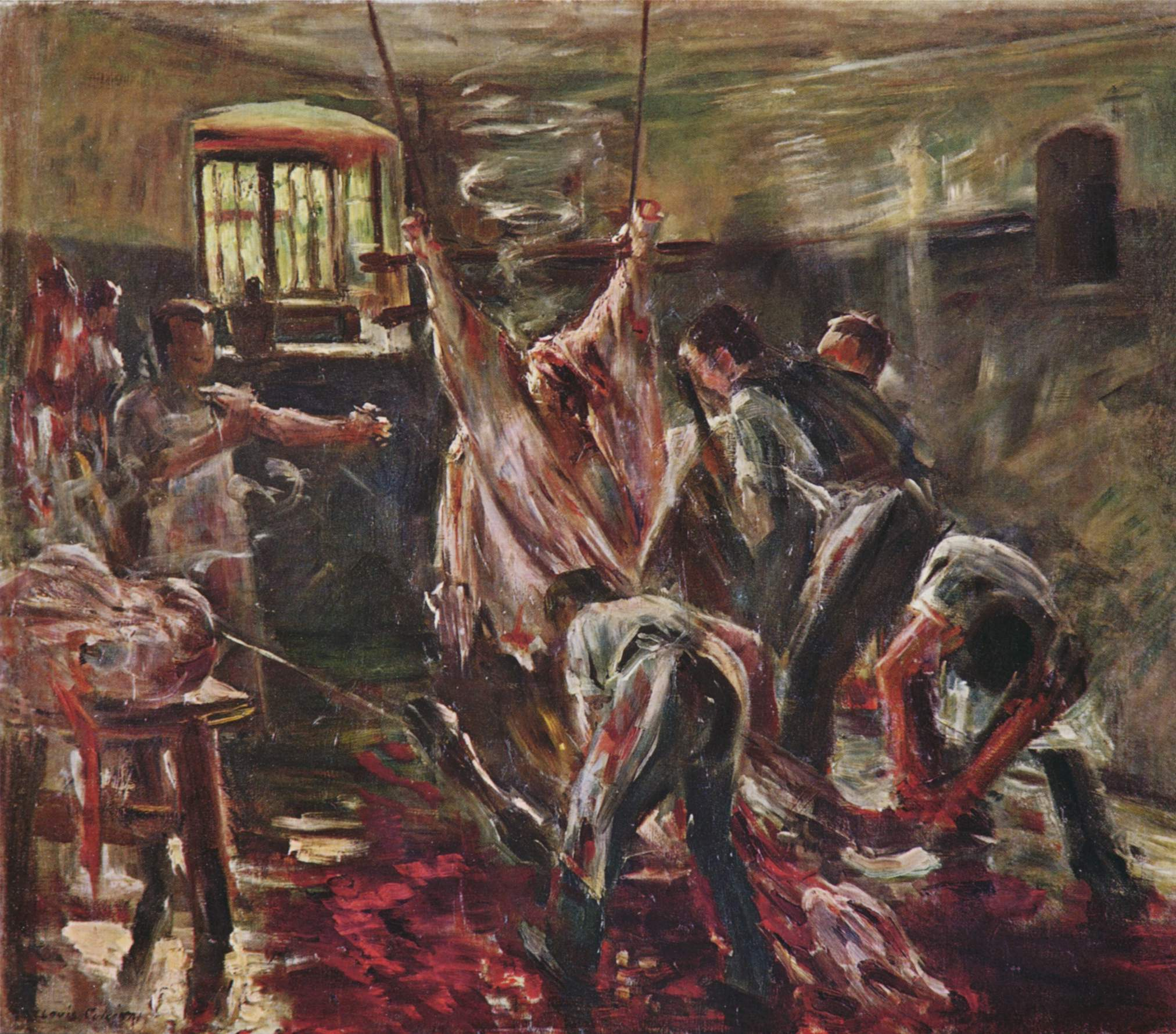
На скотобойне. Ловис Коринт, 1893

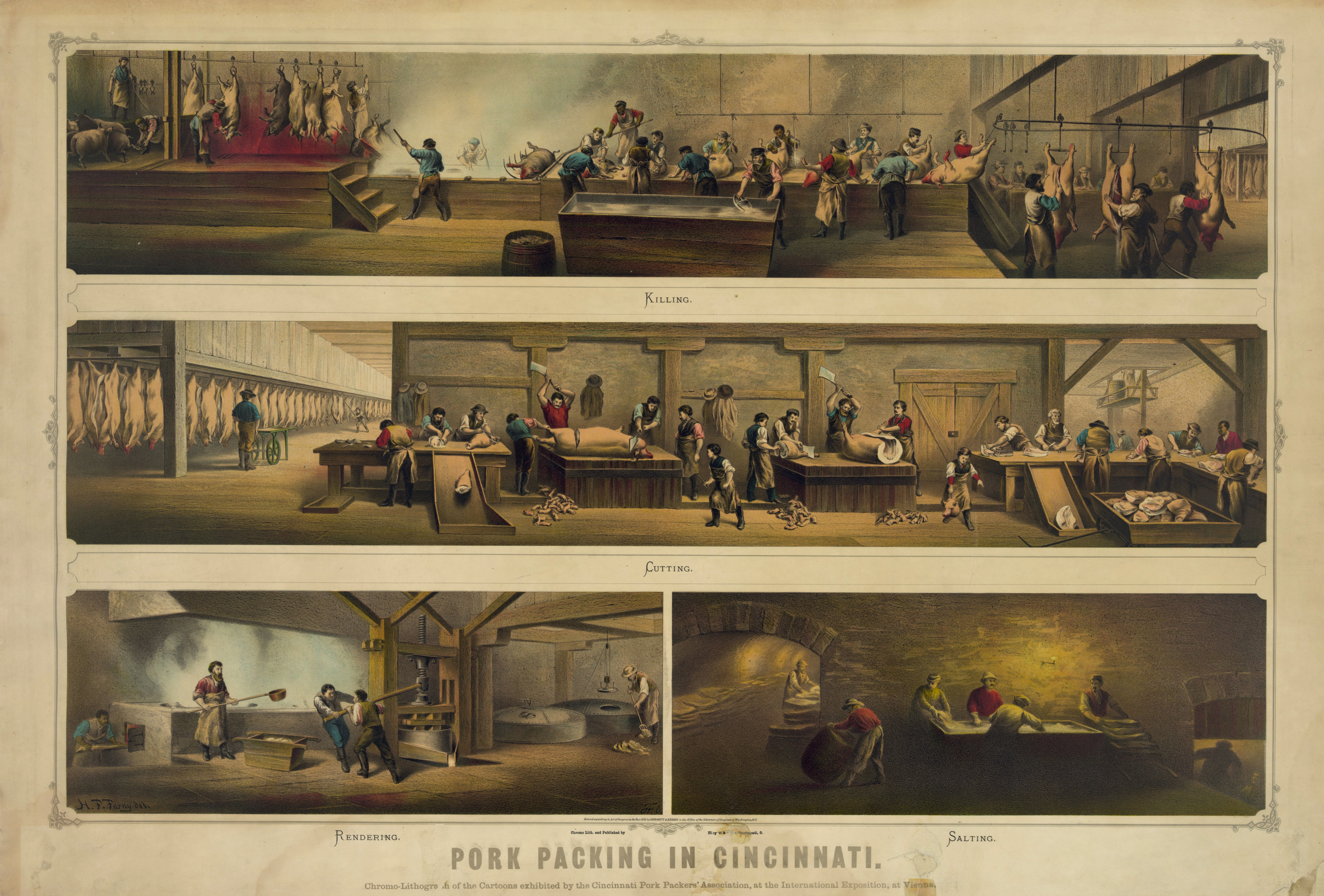
Фасовка свинины в Цинциннати, 1873

Скотобойни выступают как начальный этап в развитии мясной промышленности. Примитивные пункты убоя существовали до тех пор, пока объёмы выработки мяса в поселениях не выходили за рамки их собственного потребления. Постепенно, с увеличением объёмов производства, происходило усложнение технологий убоя и первичной переработки животных, однако и в современных условиях убой скота во многих странах остаётся слабо механизированным и требует применения тяжёлого ручного труда.
Убой животных на улицах в средневековых городах вызывал весьма существенную озабоченность по поводу здоровья горожан, морали и эстетики. Эта антипатия к скотобойням упоминается, по крайней мере, ещё в XVI в. в «Утопии» Томаса Мора. В XIX—XX вв. скотобойни всё чаще стали располагать вдали от общественного внимания. Также более пристальное внимание стало уделяться вопросам ветеринарной и санитарной безопасности производства.
До эпохи Петра I в России скот убивали на рынках, в сенях домов, в специальных «мясных шалашах», на пустырях, на берегах рек или на открытом месте у оврагов. Пётр I повелел строить бойни и издал указы, регламентирующие торговлю мясом.

В рядах и местах, где столовые харчи продаются, всё держать здоровое… Ежели кто будет чинить не по сему, и в том будет пойман, за первую вину будет бит кнутом, за вторую будет сослан на каторгу, за третью будет смертная казнь учинена.

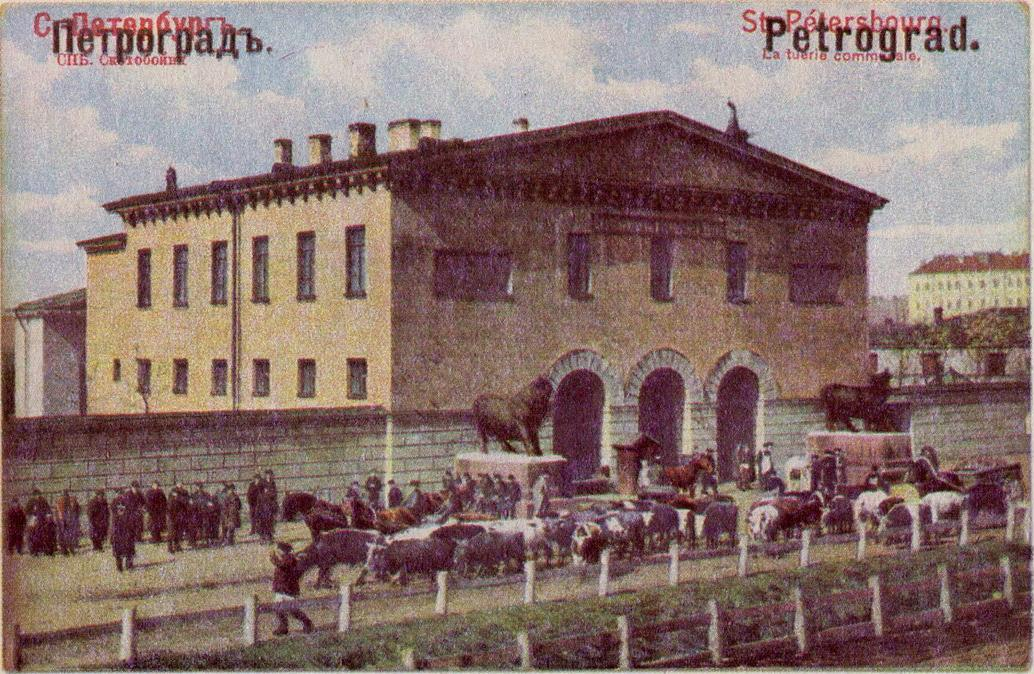
Здание скотопригонного двора и бойни в Петербурге. Архитектор И. И. Шарлемань, 1821—1825

В первой половине XIX столетия увеличился спрос на мясопродукты, в связи с чем было создано много частных боен, а в 1825 году в Петербурге открылась первая в России городская бойня. Однако в техническом и ветеринарно-санитарном отношениях бойни многих городов России, особенно в провинции, оставались примитивными и грязными. Городская управа, призывая следить за качеством мяса, в то же время писала: «…но с возможно наименьшими нарушениями экономических интересов скотопромышленников и скототорговли».
В 1857 году в России вышел «Врачебный устав», в котором впервые в законодательном порядке были сформулированы правила, регламентирующие убой скота. В них указывалось, что «мясниками могут быть люди только искусные, дабы не портили доброго скота, бить скот только на скотобойнях, не продавать палый и убитый в больном состоянии скот, не надувать мясо с целью придания ему лучшего вида».

## Технология убоя
Процесс убоя зависит от вида животных и может контролироваться как законодательством, так и религиозными нормами. Типичная процедура убоя и первичной переработки крупного рогатого скота такова:
1. Животные перевозятся железнодорожным или автомобильным транспортом из мест выращивания к пункту убоя.
2. Животные помещаются в отделение предубойного содержания.
3. Животные подвергаются предубойному осмотру ветеринарной службой. Ветеринарный осмотр туш свиней сотрудником МСХ США
4. Животных моют под душем.

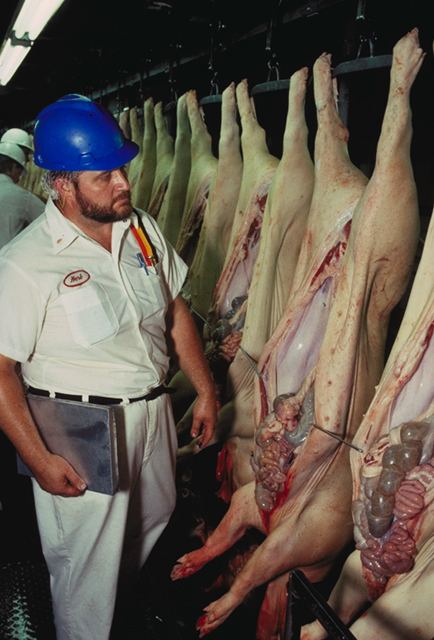
Ветеринарный осмотр туш свиней сотрудником МСХ США

5. Оглушение перед убоем производят различными способами, в частности, электрооглушением (для КРС — 300 В, 50 Гц, для свиней — 200—250 В, 2400 Гц), механическим (пневматическим пистолетом, молотом) либо газовой смесью (CO2 или N2O с воздухом). Этот этап, однако, запрещён нормами Халяль (Шариата)[2] и Кашрут[3].
6. Обездвиженных животных поднимают за задние ноги на подвесной путь.
7. Полым ножом вскрывают артерии и вены в области шеи с целью обескровливания.
8. Производится подрезка шкуры и её съёмка при помощи специальных устройств.
9. Из туш извлекаются внутренние органы (нутровка), они проходят ветеринарный контроль.
10. Туши распиливают на полутуши вдоль позвоночника.
11. Полутуши зачищаются сухим и мокрым способами от загрязнений, проходят оценку упитанности и клеймятся.

## Национальные особенности

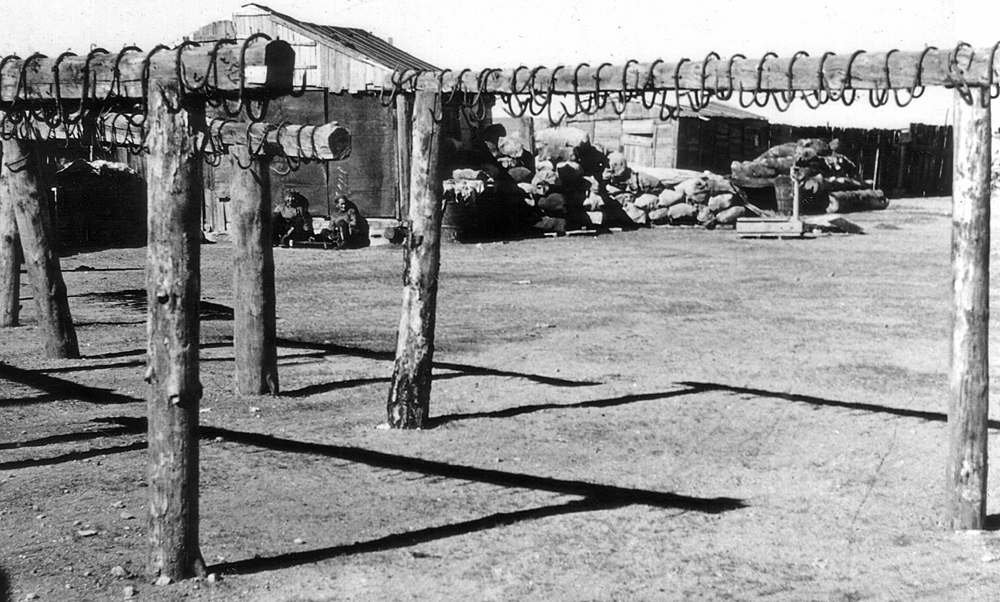
Скотобойня в сомоне Асгат Сухэ-Баторского аймака МНР (1972)

Стандарты и правила, регулирующие убой животных, значительно различаются по всему миру. Во многих странах убой животных регулируется обычаями и традициями, а не законом. Так, например, в арабских странах и Индостане существуют два вида мяса: производимое на современных механизированных бойнях, а также — в местных мясных лавках, в антисанитарных условиях.
В некоторых общинах убой животных может находиться под контролем религиозных законов, таких как халяль у мусульман и кашрут у иудеев. Они оба требуют, чтобы животное на момент смерти было в сознании, а также не было в стрессе до момента убоя. Эти требования могут противоречить национальным регламентам, когда скотобойни, придерживающиеся правил кошерного убоя, находятся в иных странах[уточнить]. В Швеции, Дании, Норвегии, Голландии и Швейцарии кошерный и халяльный убой без предварительного оглушения запрещён в связи с жестокостью этого метода, при котором в момент перерезания горла и значительного времени после него животное остаётся в сознании и бьётся в агонии.
Во многих обществах традиционные культурное и религиозное отвращения от убоя скота привели к предубеждениям относительно вовлечённых в этот процесс людей. В Японии, где запрет убоя скота для производства пищевых продуктов был отменён лишь в конце XIX века, новоявленная индустрия убоя нанимала рабочих в основном из деревень буракуминов, которые традиционно заняты в профессиях, связанных со смертью (например, палачи и гробовщики). В некоторых районах на западе Японии предрассудки, связанные с бывшими и нынешними жителями этих районов (буракуминами), всё ещё являются больным вопросом. Из-за этого даже слово «убой» под давлением некоторых общественных групп считается неполиткорректным, так как включает в себя кандзи «убивать», якобы показывающий с отрицательной стороны людей, занятых в этом процессе.
В некоторых странах существуют законы, исключающие конкретные виды или классы животных, особенно табуированных, от убоя их с целью потребления мяса людьми. Так, индуизм считает корову священным животным, и её убой считается немыслимым и оскорбительным, однако в настоящее время не во всех штатах Индии запрещён убой коров, и религиозно настроенные массы неоднократно требовали от руководства страны ввести во всех штатах полный запрет на их убой. Убой коров и импорт говядины строго запрещён в Непале. Несколько штатов США запретили убой и потребление мяса собак. Продажа и потребление конины является незаконным в Иллинойсе и Калифорнии, хотя лошадей и забивают с целью экспорта мяса в Европу и Японию для потребления людьми, а также на рынок кормов для домашних животных США.
В Германии в 1933 году был принят закон о скотобойнях, запрещающий кошерный и халяльный забой в связи с его негуманностью, нарушителю закона грозила уголовная ответственность.

## Крупнейшие скотобойни
Крупнейшая скотобойня в мире принадлежит компании Smithfield Foods и располагается в городе Тар Хил штата Северная Каролина США. Она способна перерабатывать свыше 32 000 голов свиней в сутки.
Крупнейшая скотобойня в Азии расположена в Деонаре, пригороде Мумбаи в Индии.